# 彼得·瓦卢耶夫
彼得·瓦卢耶夫伯爵（俄语：Граф Пётр Алекса́ндрович Валу́ев，1815年9月22日—1890年1月27日），是俄罗斯帝国时期的贵族、作家和政治家。瓦卢耶夫在1861年至1868年间担当内务大臣，作为帝国沙文主义的支持者，他在任内颁布《瓦卢耶夫通告》而推行了一系列乌克兰的俄罗斯化政策。之后他于1879年至1881年期间转任大臣委员会主席，卸任后专注于小说创作。